# Lubomír Franc
Lubomír Franc (ur. 28 sierpnia 1953 r. w Broumovie) – czeski samorządowiec, polityk socjaldemokratyczny, hetman kraju hradeckiego w latach 2008–2016; senator od 2012 roku.

## Życiorys
Urodził się w 1953 roku w Broumovie. Po ukończeniu tamtejszej szkoły podstawowej kontynuował naukę w szkole średniej przemysłu chemicznego w Uściu nad Łabą. Po jej ukończeniu powrócił w rodzinne strony, gdzie w latach 1974–2006 pracował w tamtejszych zakładach Veba. Zaangażował się tam także w działalność związkową. Ponadto ukończył w 1992 roku Szkołę Policealną z zakresu informatyki. W 1998 roku jako członek Czeskiej Partii Socjaldemokratycznej został wybrany do rady miejskiej Broumova. Od 2006 do 2008 roku był zastępcą burmistrza Broumova. W latach 1996–1999 studiował na Wydziale Filozoficznym Uniwersytetu Karola w Pradze uzyskując tytuł zawodowy licencjata z zakresu zarządzania zasobami ludzkimi i andragogiki. W latach 2004–2016 zasiadał w Radzie Regionalnej kraju hradeckiego, od 12 listopada 2008 roku sprawując funkcję hetmana kraju hradeckiego. W 2012 i ponownie w 2016 roku został wybrany senatorem z okręgu 47 (nachodzko-kralovohradeckiego) do Senatu Republiki Czeskiej.
22 kwietnia 2015 roku został odznaczony Krzyżem Kawalerskim Orderu Zasługi RP.